# Карладово
Карладово (грч. Μηλιά, Милија) је насељено место у општини Меглен у периферији Средишња Македонија, Грчка. Према попису из 2021. године био је 431 становник.
Према бугарском географу и историчару, Василу Канчову, у Карладову је 1900. године живело 165 Словена муслимана и 105 Словена хришћана. Део мештана је током 18. века због притиска и веће сигурности за живот прешао на ислам. Године 1924. муслиманско становништво је принудно исељено у Турску а на њихово место су насељене грчке и караманлијске избегличке породице из Турске, укупно 615 особа. На попису из 1940. године Карладово је имало 668 становника.